# Hugh Brunt
Pour les articles homonymes, voir Brunt.
Hugh Brunt, né en 1986, est un chef d'orchestre britannique qui occupe[Quand ?] les postes de co-directeur artistique et de co-chef principal du London Contemporary Orchestra avec Robert Ames,,,.

## Biographie
Brunt a fréquenté le New College d'Oxford, où il a été étudiant en chorale. Il a co-fondé le London Contemporary Orchestra en 2008, avec le chef d'orchestre et altiste Robert Ames . 
Brunt a dirigé la bande originale de Jonny Greenwood sur le film The Master, de Paul Thomas Anderson,sorti en 2012, la bande originale de Jed Kurzel sur le film Macbeth, de Justin Kurzel, sorti en 2015 , ainsi que sur les arrangements pour cordes et chorales de l'album 2016 de Radiohead, A Moon Shaped Pool.
Il a également collaboré en tant qu'arrangeur et / ou chef d'orchestre avec des artistes tels que Foals, Imogen Heap, Actress, et Beck. 